# 郑先民
郑先民（韓語：정선민，1974年10月12日—），韩国篮球运动员。她曾代表韩国参加1996年夏季奥运会，2000年夏季奥运会和2008年夏季奥运会女子篮球比赛。另外她也参加过三届亚洲运动会。